# Атмор (Алабама)
Атмор (англ. Atmore) — місто (англ. city) в США, в окрузі Ескамбія штату Алабама. Населення — 8391 особа (2020).

## Історія
Задовго до того, як перші білі поселенці прийшли в цей район, індіанці з племені кріків населяли незаймані ліси вздовж струмків та річок. Освоєння цієї місцевості почалося в 1860-ті роки після Громадянської війни, коли Північна залізниця розширила свою лінію на південь до Тенсо поблизу Мобіла.
Були створені багаті сільськогосподарські угіддя із великою кількістю деревини. Сільське і лісове господарство, як і раніше є основними факторами в економіці Атмора.
Першою будівлею в Атморі був невеликий сарай побудований уздовж залізниці. У 1866 році це місце був спочатку називали станція Вільямс, за назвою залізничної зупинки.
У 1870-ті роки з'явилось кілька будинків, залізнична станція, магазин, поштове відділення, і перші житлові будинки. Пізніше в 1876 році був введений в експлуатацію перший лісопильний завод Вільяма Маршалла Карні, що викликало зростання населення. Через його великий внесок у розвиток міста, Карні часто називають «батьком Атмора».
Кілька провідних громадян поселення висунула аргумент, що назва «станція Вільямс» не підходить для процвітаючого муніципалітету, який мав два готелі та кілька магазинів. Карні був найпопулярнішим ім'ям, але неподалік уже було невелике селище з назвою Карні. У 1897 році назва була змінена на Атмор на честь містера C.P. Атмора, Генерального агента Луїсвілльської і Нешвілльської залізниці.

## Географія
Атмор розташований за координатами 31°7′52″ пн. ш. 87°27′33″ зх. д. / 31.13111° пн. ш. 87.45917° зх. д. (31.131087, -87.459254).  За даними Бюро перепису населення США в 2010 році місто мало площу 56,79 км², з яких 56,60 км² — суходіл та 0,20 км² — водойми.

### Клімат
| Клімат : Атмор        | Клімат : Атмор | Клімат : Атмор | Клімат : Атмор | Клімат : Атмор | Клімат : Атмор | Клімат : Атмор | Клімат : Атмор | Клімат : Атмор | Клімат : Атмор | Клімат : Атмор | Клімат : Атмор | Клімат : Атмор | Клімат : Атмор |
| Показник              | Січ.           | Лют.           | Бер.           | Квіт.          | Трав.          | Черв.          | Лип.           | Серп.          | Вер.           | Жовт.          | Лист.          | Груд.          | Рік            |
| Середній максимум, °C | 16,1           | 18,3           | 21,7           | 25,6           | 30,0           | 32,2           | 32,8           | 32,8           | 30,6           | 26,7           | 21,1           | 16,7           | 25,6           |
| Середній мінімум, °C  | 3,9            | 5,6            | 8,3            | 12,2           | 16,7           | 20,6           | 21,7           | 21,1           | 18,9           | 12,8           | 7,8            | 4,4            | 12,8           |
| Норма опадів, мм      | 140            | 127            | 170            | 132            | 122            | 147            | 185            | 145            | 127            | 74             | 119            | 122            | 1610           |
| --------------------- | -------------- | -------------- | -------------- | -------------- | -------------- | -------------- | -------------- | -------------- | -------------- | -------------- | -------------- | -------------- | -------------- |
| Джерело: Weatherbase  |                |                |                |                |                |                |                |                |                |                |                |                |                |

## Демографія
Згідно з переписом 2010 року, у місті мешкали 10 194 особи в 3002 домогосподарствах у складі 1889 родин. Густота населення становила 179 осіб/км².  Було 3480 помешкань (61/км²).
Расовий склад населення:
| - 55,6 % — чорних або афроамериканців - 40,0 % — білих - 1,8 % — корінних американців - 0,3 % — азіатів - 0,1 % — вихідців з тихоокеанських островів |

До двох чи більше рас належало 1,4 %. Частка іспаномовних становила 1,8 % від усіх жителів.
За віковим діапазоном населення розподілялося таким чином: 18,6 % — особи молодші 18 років, 68,5 % — особи у віці 18—64 років, 12,9 % — особи у віці 65 років та старші. Медіана віку мешканця становила 37,4 року. На 100 осіб жіночої статі у місті припадало 155,5 чоловіків;  на 100 жінок у віці від 18 років та старших — 175,4 чоловіків також старших 18 років.
Середній дохід на одне домашнє господарство  становив 43 788 доларів США (медіана — 26 775), а середній дохід на одну сім'ю — 53 968 доларів (медіана — 34 893). Медіана доходів становила 35 536 доларів для чоловіків та 25 725 доларів для жінок. За межею бідності перебувало 24,7 % осіб, у тому числі 29,7 % дітей у віці до 18 років та 10,5 % осіб у віці 65 років та старших.
Цивільне працевлаштоване населення становило 2728 осіб. Основні галузі зайнятості: освіта, охорона здоров'я та соціальна допомога — 19,5 %, виробництво — 18,6 %, роздрібна торгівля — 11,8 %, мистецтво, розваги та відпочинок — 10,5 %.